# Liste der Kellergassen in Sitzenberg-Reidling
Die Liste der Kellergassen in Sitzenberg-Reidling führt die Kellergassen in der niederösterreichischen Gemeinde Sitzenberg-Reidling an. 
| Foto |                 | Kellergasse            | Standort                | Beschreibung |
| ---- | --------------- | ---------------------- | ----------------------- | --- |
| ja   | Datei hochladen | Eichberger Kellergasse | KG: Ahrenberg Standort  | Die Kellergasse ist eine einseitige Einzelkellergasse an einer Geländekante. Sie besteht aus 66 Gebäuden und hat eine Länge von 800 Metern.                                          |
| BW   | Datei hochladen |                        | KG: Baumgarten Standort | Die Kellergasse ist eine einseitige Einzelkellergasse in Hanglage. Sie besteht aus 31 Gebäuden und hat eine Länge von 500 Metern.                                                    |
| BW   | Datei hochladen |                        | KG: Eggendorf Standort  | Die Kellergasse ist eine einseitige Einzelkellergasse in Hanglage. Sie besteht aus 8 Gebäuden und hat eine Länge von 100 Metern.                                                     |
| BW   | Datei hochladen |                        | KG: Hasendorf Standort  | Die Kellergasse ist eine beidseitige Einzelkellergasse in Hohlweglage. Sie besteht aus 10 Gebäuden und hat eine Länge von 150 Metern.                                                |
| BW   | Datei hochladen | „Hintaus“              | KG: Hasendorf Standort  | Die Kellergasse ist eine einseitige Einzelkellergasse in Hanglage. Sie besteht aus 26 Gebäuden und hat eine Länge von 400 Metern.                                                    |
| ja   | Datei hochladen | Am Sandbühel           | KG: Reidling Standort   | Die Kellergasse ist eine einseitige Einzelkellergasse in Hanglage. Sie besteht aus 8 Gebäuden und hat eine Länge von 80 Metern. Die älteste Datierung geht auf das Jahr 1928 zurück. |
| BW   | Datei hochladen | Birkenzeile            | KG: Reidling Standort   | Die Kellergasse ist eine einseitige Einzelkellergasse in Hanglage. Sie besteht aus 7 Gebäuden und hat eine Länge von 80 Metern.                                                      |
| BW   | Datei hochladen | Roßgraben              | KG: Reidling Standort   | Im Roßgraben südlich außerhalb von Reidling befinden sich einseitig auf einer Länge von 50 m sieben Keller.                                                                          |
| BW   | Datei hochladen | Schlossberg            | KG: Sitzenberg Standort | In der Schlossbergstraße befinden sich auf 150 m Länge einseitig am Fuß der Steilwand des Schlossbergs etwa zehn Keller.                                                             |
| BW   | Datei hochladen | Weinbergstraße         | KG: Thallern Standort   | Die Kellergasse ist eine einseitige Einzelkellergasse an einer Geländekante. Sie besteht aus 11 Gebäuden und hat eine Länge von 150 Metern.                                          |

| Foto:                    | Fotografie der Kellergasse (Gesamtheit). Klicken des Fotos erzeugt eine vergrößerte Ansicht. Daneben finden sich zwei Symbole: \| Weitere Bilder vorhanden \| Das Symbol bedeutet, dass weitere Fotos des Objekts verfügbar sind. Durch Klicken des Symbols werden sie angezeigt. \| \| Eigenes Foto hochladen \| Durch Klicken des Symbols können weitere Fotos des Objekts in das Medienarchiv Wikimedia Commons hochgeladen werden. \| |
| Name:                    | Bezeichnung der Kellergasse |
| Standort:                | Es ist die Katastralgemeinde (KG) angegeben. Durch Aufruf des Links Standort wird die Lage der Kellergasse in verschiedenen Kartenprojekten angezeigt. |
| Beschreibung             | Kurze Beschreibung der Kellergasse |
| Weitere Bilder vorhanden | Das Symbol bedeutet, dass weitere Fotos des Objekts verfügbar sind. Durch Klicken des Symbols werden sie angezeigt. |
| Eigenes Foto hochladen   | Durch Klicken des Symbols können weitere Fotos des Objekts in das Medienarchiv Wikimedia Commons hochgeladen werden. |